# Astragalus gagnieui
Astragalus gagnieui är en ärtväxtart som beskrevs av Maassoumi och Dieter Podlech. Astragalus gagnieui ingår i släktet vedlar, och familjen ärtväxter. Inga underarter finns listade i Catalogue of Life.